# Nguyễn An Thông

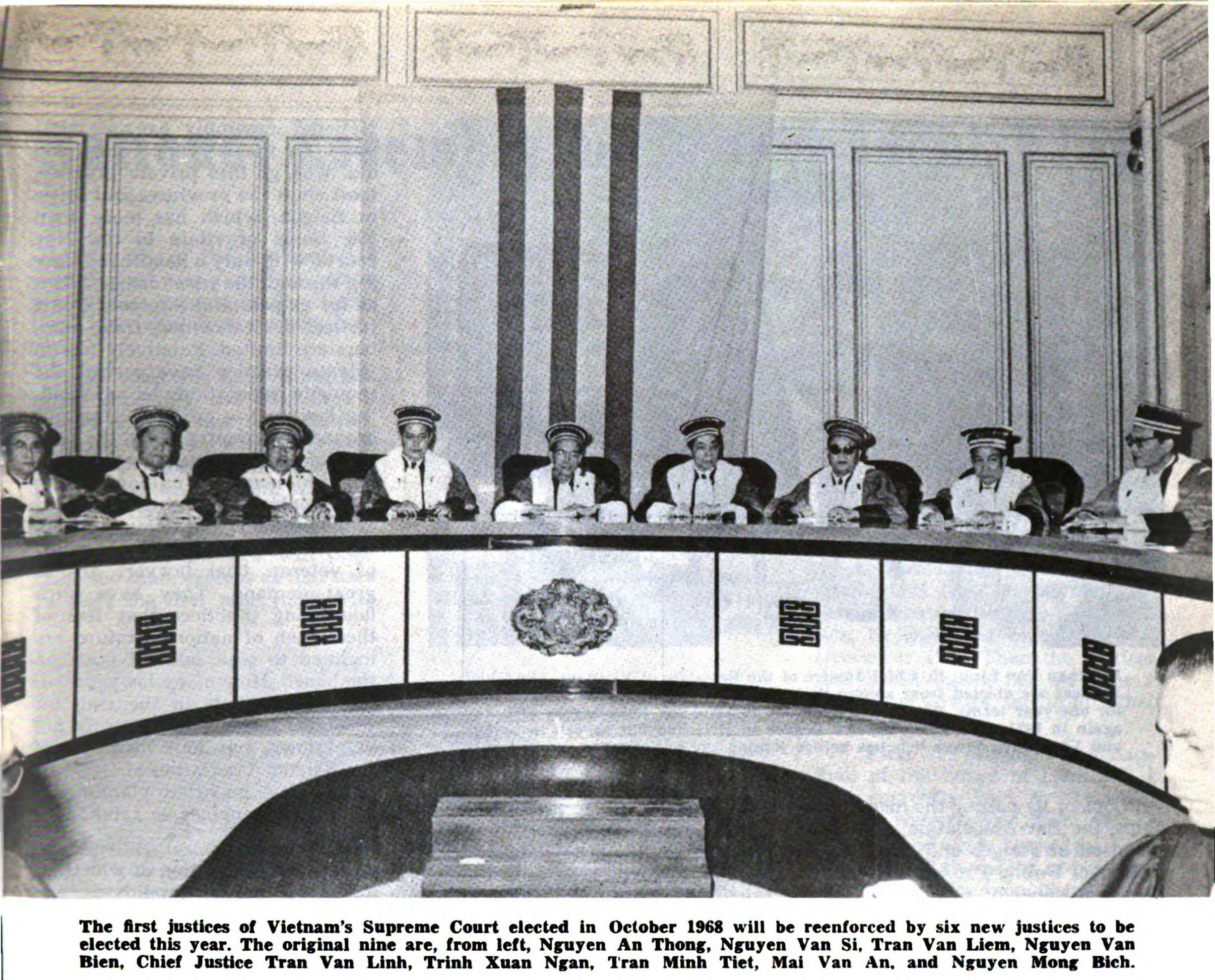
Chín Thẩm phán Tối cao Pháp viện Việt Nam Cộng hòa, người ngồi đầu tiên bên trái là Nguyễn An Thông.

Nguyễn An Thông (5 tháng 3 năm 1925 – 5 tháng 2 năm 2016) là thẩm phán và luật sư người Việt Nam. Ông cũng là một trong chín vị Thẩm phán Tối cao Pháp viện Việt Nam Cộng hòa dưới thời Đệ Nhị Cộng hòa.

## Tiểu sử
Nguyễn An Thông sinh ngày 5 tháng 3 năm 1925 tại Sài Gòn, Nam Kỳ, Liên bang Đông Dương.
Ông từng giữ chức Thẩm phán Tối cao Pháp viện Việt Nam Cộng hòa từ năm 1968 đến năm 1975.
Sau ngày 30 tháng 4 năm 1975, ông bị chế độ cộng sản đưa đi học tập cải tạo mãi cho đến đầu thập niên 1980 mới được trả tự do.
Ít lâu sau, ông cùng gia đình qua Mỹ theo diện HO và chọn định cư tại Boston, bang Massachusetts vào đầu thập niên 1990.
Ông qua đời ngày 5 tháng 2 năm 2016 tại Boston, Hoa Kỳ, hưởng thọ 92 tuổi.

## Đời tư
Nguyễn An Thông là Phật tử, có pháp danh là Trí Quang.

## Vinh danh
- Bảo Quốc Huân Chương[1]